# 飯依比古
飯依比古（いいよりひこ）とは、日本神話における神。
飯神、飯天神、飯依比古命（-のみこと）とも記される。
古事記において、伊予之二名島（四国）の一面の讃岐国を飯依比古と謂う。
播磨国風土記において、妾の飯盛大刀自（イイモリノオオトジ）が、播磨国揖保郡香山里飯盛山に渡り住み、山名の故になったと云う。
仁和4年12月15日、従五位下から従五位上に神階を昇る。
讃岐国の国魂神とされる。鵜足郡の飯野山の飯神社(現香川県丸亀市）に祀られている。